# Schweizer Fussballmeisterschaft 1923/24
Die 27. Schweizer Fussballmeisterschaft fand 1923/1924 statt.
Der FC Zürich wurde 1924 das zweite Mal Schweizer Meister.

## Modus
Die höchste Spielklasse, die Serie A, wurde in drei regionale Gruppen eingeteilt. Ein Sieg brachte 2 Punkte, ein Remis 1 Punkt ein. Die Sieger der drei Gruppen traten in Finalspielen um die Meisterschaft gegeneinander an.

## Serie A

### Gruppe Ost
| Pl. | Verein                  | Sp. | S  | U | N  | Tore    | Diff. | Punkte |
| --- | ----------------------- | --- | -- | - | -- | ------- | ----- | ------ |
| 1.  | FC Zürich               | 16  | 13 | 0 | 3  | 052:120 | +40   | 26     |
| 2.  | Young Fellows Zürich    | 16  | 12 | 2 | 2  | 044:230 | +21   | 26     |
| 3.  | Grasshopper Club Zürich | 16  | 8  | 3 | 5  | 030:340 | −4    | 19     |
| 4.  | FC St. Gallen           | 16  | 8  | 2 | 6  | 037:200 | +17   | 18     |
| 5.  | Brühl St. Gallen        | 16  | 6  | 2 | 8  | 024:310 | −7    | 14     |
| 6.  | FC Winterthur           | 16  | 5  | 2 | 9  | 018:220 | −4    | 12     |
| 7.  | SC Veltheim             | 16  | 6  | 0 | 10 | 033:510 | −18   | 12     |
| 8.  | FC Lugano               | 16  | 4  | 2 | 10 | 021:350 | −14   | 10     |
| 9.  | Blue Stars Zürich       | 16  | 3  | 1 | 12 | 019:500 | −31   | 07     |

### Entscheidungsspiele
|           | Ergebnis |                      |
| --------- | -------- | -------------------- |
| FC Zürich | 1:1      | Young Fellows Zürich |
| FC Zürich | 1:0      | Young Fellows Zürich |

### Gruppe Zentral
| Pl. | Verein             | Sp. | S  | U | N | Tore    | Diff. | Punkte |
| --- | ------------------ | --- | -- | - | - | ------- | ----- | ------ |
| 1.  | FC Nordstern Basel | 16  | 11 | 4 | 1 | 034:100 | +24   | 26     |
| 2.  | Young Boys Bern    | 16  | 10 | 5 | 1 | 028:900 | +19   | 25     |
| 3.  | FC Basel           | 16  | 8  | 2 | 6 | 016:150 | +1    | 18     |
| 4.  | Old Boys Basel     | 16  | 6  | 5 | 5 | 029:260 | +3    | 17     |
| 5.  | FC Bern            | 16  | 4  | 6 | 6 | 025:310 | −6    | 14     |
| 6.  | FC Aarau           | 16  | 4  | 4 | 8 | 014:200 | −6    | 12     |
| 7.  | Concordia Basel    | 16  | 4  | 3 | 9 | 019:310 | −12   | 11     |
| 8.  | FC Luzern          | 16  | 4  | 3 | 9 | 013:300 | −17   | 11     |
| 9.  | FC Biel-Bienne     | 16  | 3  | 4 | 9 | 013:190 | −6    | 10     |

### Gruppe West
| Pl. | Verein                   | Sp. | S  | U | N  | Tore    | Diff. | Punkte |
| --- | ------------------------ | --- | -- | - | -- | ------- | ----- | ------ |
| 1.  | Servette Genf            | 16  | 14 | 2 | 0  | 042:900 | +33   | 30     |
| 2.  | FC La Chaux-de-Fonds     | 16  | 11 | 0 | 5  | 042:180 | +24   | 22     |
| 3.  | Étoile La Chaux-de-Fonds | 16  | 9  | 4 | 3  | 034:160 | +18   | 22     |
| 4.  | Lausanne-Sports          | 16  | 6  | 4 | 6  | 024:280 | −4    | 16     |
| 5.  | Urania Genève Sport      | 16  | 6  | 3 | 7  | 022:250 | −3    | 15     |
| 6.  | Cantonal Neuchâtel       | 16  | 7  | 0 | 9  | 022:260 | −4    | 14     |
| 7.  | Étoile Carouge           | 16  | 6  | 1 | 9  | 016:380 | −22   | 13     |
| 8.  | FC Fribourg              | 16  | 2  | 2 | 12 | 014:360 | −22   | 06     |
| 9.  | Montreux-Sports          | 16  | 1  | 4 | 11 | 017:370 | −20   | 06     |

### Entscheidungsspiel
|             | Ergebnis |                 |
| ----------- | -------- | --------------- |
| FC Fribourg | 4:1      | Montreux-Sports |

### Finalspiele
| Datum      |                 | Ergebnis |                 | Ort    |
| ---------- | --------------- | -------- | --------------- | ------ |
| 13.04.1924 | Nordstern Basel | 1:0      | Servette Genf   | Genf   |
| 04.05.1924 | FC Zürich       | 1:0      | Servette Genf   | Zürich |
| 11.05.1924 | FC Zürich       | 3:1      | Nordstern Basel | Basel  |

| Pl. | Verein             | Sp. | S | U | N | Tore    | Diff. | Punkte |
| --- | ------------------ | --- | - | - | - | ------- | ----- | ------ |
| 1.  | FC Zürich          | 2   | 2 | 0 | 0 | 004:100 | +3    | 04     |
| 2.  | FC Nordstern Basel | 2   | 1 | 0 | 1 | 002:300 | −1    | 02     |
| 3.  | Servette Genf      | 2   | 0 | 0 | 2 | 000:200 | −2    | 0      |

## Serie Promotion
Sieger der jeweiligen Gruppen:
- Gruppe Ost: FC Oberwinterthur
- Gruppe Zentral: FC Grenchen
- Gruppe West: Forward Morges

## Barrage Serie A/Promotion

### Gruppe Ost
|                   | Ergebnis |                   |
| ----------------- | -------- | ----------------- |
| Blue Stars Zürich | 2:0      | FC Oberwinterthur |
| Blue Stars Zürich | 6:2      | FC Oberwinterthur |

Blue Stars Zürich verbleibt in der Serie A.

### Gruppe Zentral
|                | Ergebnis |             |
| -------------- | -------- | ----------- |
| FC Biel-Bienne | 0:0      | FC Grenchen |
| FC Biel-Bienne | 0:1      | FC Grenchen |

Der FC Biel-Bienne steigt in die Serie B ab, der FC Grenchen in die Serie A auf.

### Gruppe West
|                 | Ergebnis |                |
| --------------- | -------- | -------------- |
| Montreux-Sports | 1:1      | Forward Morges |
| Montreux-Sports | 5:2      | Forward Morges |

Montreux-Sports verbleibt in der Serie A.